# Oksana Zabužko
Oksana Zabužko (ukr. Оксана Стефанівна Забужко - Oksana Stefanivna Zabužko); (19. rujan 1960., Luck, Ukrajina); je ukrajinska spisateljica, poznata u ukrajinskim i europskim spisateljskim krugovima. Oksana je u europskim krugovima posebno poznata zbog svojih književnih kritika i literarnog djela «Field Work in Ukrainian Sex» (1996.) koje je prevedeno na osam svjetskih jezika. U svojim književnim i drugim djelima Oksana posebnu pozornost posvećuje ukrajinskoj samoidentifikaciji, postkolonijalnim pitanjima i feminizmu u svijetu i Ukrajini.
Oksana Zabužko je završila studij filozofije na Kijevskom sveučilištu te je doktorirala 1987. godine. Godine 1992. pozvana je na ugledno američko sveučilište Penn State University kako bi predavala na temu ukrajinske književnosti. Od tada je u čestim kontaktima s više svjetskih sveučilišta, posebno u SAD-u i Njemačkoj. Oksana ima stalan posao na Filozofskom Institutu «Hrihorij Skovoroda» koji se nalazi u sklopu Nacionalne akademije znanosti u Ukrajini.

## Poznata djela
- Kraljevstvo slomljenih kipova (1996., eseji)
- Sestro, sestro (2003., proza)
- Drugi pokušaj (2005., poezija)
- Notre Dame d'Ukraine (2007., studij)
- Muzej napuštenih tajna (2009., roman)

## Vanjske poveznice
- Stranice Oksane Zabužko
- Autorsko djelo "Djevojke" na engleskom jeziku